# Raat-Schüpfheim

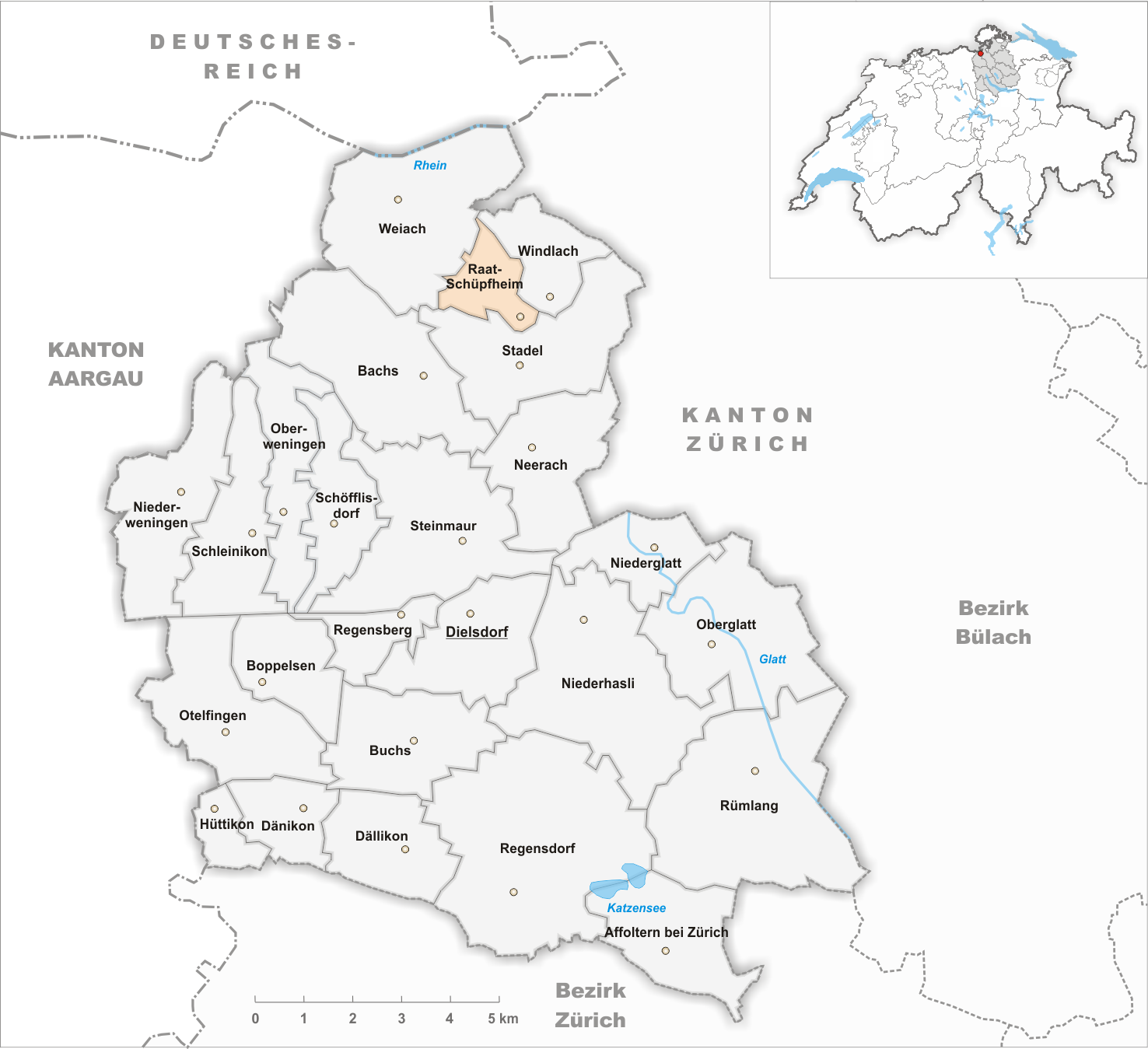
Gemeindestand vor der Fusion am 1. Januar 1907

Raat-Schüpfheim war bis 1907 eine selbständige politische Gemeinde im Bezirk Dielsdorf, Kanton Zürich, Schweiz. Sie bestand aus den Ortsteilen Raat und Schüpfheim. Raat hatte ein chronisches Finanzproblem. Die Gemeinde wurde daher – gegen den Willen der Einwohner von Stadel – zusammen mit Windlach zur neuen Gemeinde Stadel bei Niederglatt fusioniert.